# Кара, Алессия
Алессия Караччиоло (англ. Alessia Caracciolo, род. 11 июля 1996, Миссиссога, Онтарио), более известная как Алессия Кара (англ. Alessia Cara), — канадская соул-певица, автор-исполнитель итальянского происхождения. Лауреат нескольких музыкальных премий, в том числе «Грэмми» как «Лучший новый исполнитель».
После череды акустических каверов, выложенных на платформе YouTube, она подписала контракт с EP Entertainment и Def Jam Recordings в 2014 году, а в следующем году выпустила свой дебютный сингл «Here», который достиг 19-го места в чарте Canadian Hot 100 и стал хитом в США, достигнув пика в 5-м месте на чарте Billboard Hot 100.
Дебютный студийный альбом «Know-It-All», занял 8 место в канадском чарте альбомов и 9 место в чарте Billboard 200 в Соединенных Штатах. Третий сингл альбома, «Scars to Your Beautiful», занял 8 место в Billboard Hot 100 в 2016 году. В 2017 году Кара совместно с диджеем и продюсером Zedd создали сингл «Stay» и с рэпером Logic, который представлен в его песне «1-800-273-8255». Кара получила номинации на четыре премии Грэмми, включая победу в номинации «Лучший новый исполнитель» в 2018 году.
30 ноября 2018 года вышел второй студийный альбом «The Pains of Growing». Для продвижения альбома были выпущены два сингла: «Growing Pains» и «Trust My Lonely».

## Юность
См. также «Alessia Cara Career» в английском разделе.
Родилась 11 июля 1996 года в городе Брамптон (Онтарио, Канада). Алессия имеет итальянские корни в Калабрии; её отец родился в Канаде от итальянских родителей, а мать итальянский иммигрант.
Алессия увлекалась музыкой с раннего детства, сочиняя стихи и придумывая к ним мелодии. В возрасте 10 лет сама научилась играть на гитаре и через несколько лет начала выкладывать каверы известных песен на YouTube.

## Карьера
В 2015 году она подписала контракт с лейблом Def Jam Recordings и в скором времени выпустила свой первый сингл «Here». Эта песня впоследствии победила в номинации «Лучшая песня» премии Streamy Awards. Она также была включена в список Billboard «20 поп-песен, которые стоит добавить в летний плейлист» в июне 2015 года. Она также заняла 21-е место в списке «50 лучших песен 2015 года» по версии журнала Rolling Stone.
13 ноября 2015 года был выпущен её дебютный студийный альбом под названием Know-It-All.
Кара победила в номинации Прорыв года на премии Juno. 7 марта 2016 года она выпустила музыкальное видео на песню «Wild Things». Алессия выступила на фестивале в Гластонбери 24 июня того же года. Клип на сингл Кары «How Far I’ll Go» из мультфильма «Моана» вышел 3 ноября 2016 года и набрал более 250 миллионов просмотров на YouTube. 15 декабря 2016 года Кара выпустила клип на песню «Seventeen».
18 апреля 2017 года был выпущен клип на песню диджея Zedd «Stay» с участием Кары. Она также записала сингл «1-800-273-8255» совместно с рэпером Logic. Он был выпущен 28 апреля 2017 года. Кара также появилась в клипе на песню, который был выпущен 17 августа 2017 года.
28 января 2018 года Кара была названа Лучшей новой певицей на церемонии вручения премии Грэмми 2018 года. 15 июня 2018 года был выпущен сингл под названием «Growing Pains». Клип на песню был выпущен 20 июня 2018 года. Он получил номинацию в категории Лучшая операторская работа на премии MTV VMAS 2018 года.
Сингл под названием «A Little More» был выпущен 11 июля 2018 года, а музыкальное видео вышло в тот же день. В октябре 2018 года Кара выступила дуэтом с итальянским певцом Эросом Рамазотти с песней «Vale per sempre» из альбома Vita ce n'è. 5 октября 2018 года она выпустила ещё одну песню под названием «Trust My Lonely».
В мае она устроила тур The Pains of Growing Tour по Канаде. В июле 2019 года Кара объявила о выпуске мини-альбома.
Кара приняла участие в записи сингла «Another Place» группы Bastille. Песня достигла 18-го места в Billboard Hot Rock Songs. 3 апреля 2020 года она записала песню «I Choose» для мультфильма «Семья Уиллоби». 2 августа 2021 года она объявила, что запишет песню «The Use in Trying», которая будет саундтреком к мультфильму «Щенячий патруль в кино», песня вышла 10 августа.

## Личная жизнь
Кара состояла в отношениях с певцом Кевином Гарреттом с 2016 по 2018 год. У неё есть собака по имени Клео.

## Дискография
См. также «Alessia Cara Discography» в английском разделе.
Студийные альбомы
- Know-It-All (2015)
- The Pains of Growing (2018)
- In the Meantime (2021)

Мини-альбомы
- Four Pink Walls (2015)
- This Summer (2019)

Синглы
- 2015: «Here»
- 2016: «Wild Things»
- 2016: «Scars to Your Beautiful»
- 2016: «How Far I’ll Go»
- 2017: «Stay» (совместно с Zedd)
- 2018: «Growing Pains»

## Награды и номинации

### Grammy Awards
Премия Grammy Awards ежегодно вручается от имени National Academy of Recording Arts and Sciences (NARAS).
| Год  | Категория                      | Работа                                    | Результат | Ссылка |
| ---- | ------------------------------ | ----------------------------------------- | --------- | ------ |
| 2018 | Best New Artist                | Alessia Cara                              | Победа    | [ 42 ] |
| 2018 | Song of the Year               | «1-800-273-8255» (вместе с Logic и Халид) | Номинация | [ 42 ] |
| 2018 | Best Music Video               | «1-800-273-8255» (вместе с Logic и Халид) | Номинация | [ 42 ] |
| 2018 | Best Pop Duo/Group Performance | «Stay» (вместе с Zedd)                    | Номинация | [ 42 ] |

### Другие
| Год  | Награда                             | Категория                                                   | Получатель                                  | Результат | Ссылка |
| ---- | ----------------------------------- | ----------------------------------------------------------- | ------------------------------------------- | --------- | ------ |
| 2015 | Streamy Awards                      | Original Song                                               | «Here»                                      | Победа    | [ 43 ] |
| 2016 | BBC Sound of                        | Sound of 2016                                               | н/д                                         | Second    | [ 44 ] |
| 2016 | Kids' Choice Awards                 | Favorite New Artist                                         | Alessia Cara                                | Номинация |        |
| 2016 | Juno Awards                         | Breakthrough Artist of the Year                             | Alessia Cara                                | Победа    | [ 45 ] |
| 2016 | Juno Awards                         | Fan Choice Award                                            | Alessia Cara                                | Номинация | [ 45 ] |
| 2016 | Juno Awards                         | Single of the Year                                          | «Here»                                      | Номинация | [ 45 ] |
| 2016 | Juno Awards                         | R&B/Soul Recording of the Year                              | Four Pink Walls                             | Номинация | [ 45 ] |
| 2016 | iHeartRadio Music Awards            | Best Cover Song                                             | «Bad Blood» — Covering                      | Номинация |        |
| 2016 | Radio Disney Music Awards           | Breakout Artist Of The Year                                 | Alessia Cara                                | Номинация | [ 46 ] |
| 2016 | ASCAP Pop Music Awards              | Most Performed Songs                                        | «Here»                                      | Победа    | [ 47 ] |
| 2016 | Much Music Video Awards             | Video of the Year                                           | «Here»                                      | Номинация | [ 48 ] |
| 2016 | Much Music Video Awards             | Best Pop Video                                              | «Here»                                      | Номинация | [ 48 ] |
| 2016 | Much Music Video Awards             | Most Buzzworthy Canadian                                    | «Here»                                      | Номинация | [ 48 ] |
| 2016 | Much Music Video Awards             | Best New Canadian Artist                                    | «Here»                                      | Победа    | [ 48 ] |
| 2016 | Much Music Video Awards             | iHeartRadio Canadian Single of the Year                     | «Here»                                      | Номинация | [ 48 ] |
| 2016 | Much Music Video Awards             | Fan Fave Video                                              | «Here»                                      | Номинация | [ 48 ] |
| 2016 | Much Music Video Awards             | Fan Fave Artist or Group                                    | Alessia Cara                                | Номинация | [ 48 ] |
| 2016 | BET Awards                          | Best New Artist                                             | Alessia Cara                                | Номинация | [ 49 ] |
| 2016 | SOCAN Awards                        | Breakout Artist                                             | Alessia Cara                                | Победа    | [ 50 ] |
| 2016 | MTV Video Music Awards              | Best Pop Video                                              | «Wild Things»                               | Номинация | [ 51 ] |
| 2016 | MTV Europe Music Awards             | Best Canadian Act                                           | Alessia Cara                                | Номинация |        |
| 2016 | MTV Europe Music Awards             | Best Push Act                                               | Alessia Cara                                | Номинация |        |
| 2016 | American Music Awards               | New Artist of the Year                                      | Alessia Cara                                | Номинация |        |
| 2016 | MTV Video Music Awards Japan        | Best R&B Video                                              | Here                                        | Номинация |        |
| 2016 | BBC Music Awards                    | Song of the Year                                            | Here                                        | Номинация |        |
| 2017 | People's Choice Awards              | Favorite Breakout Artist                                    | Alessia Cara                                | Номинация | [ 52 ] |
| 2017 | iHeartRadio Music Awards            | Best New Pop Artist                                         | Alessia Cara                                | Номинация |        |
| 2017 | iHeartRadio Music Awards            | Best Lyrics                                                 | «Scars to Your Beautiful»                   | Номинация |        |
| 2017 | Canadian Screen Awards              | Performance in a variety or sketch comedy program or series | Juno Awards of 2016                         | Номинация |        |
| 2017 | Juno Awards                         | JUNO Fan Choice Award                                       | Alessia Cara                                | Номинация | [ 53 ] |
| 2017 | Juno Awards                         | Single of the Year                                          | «Wild Things»                               | Номинация | [ 53 ] |
| 2017 | Juno Awards                         | Artist of the Year                                          | Alessia Cara                                | Номинация | [ 53 ] |
| 2017 | Juno Awards                         | Pop Album of the Year                                       | Know-It-All                                 | Победа    | [ 53 ] |
| 2017 | Radio Disney Music Awards           | Breakout Artist Of The Year                                 | Alessia Cara                                | Победа    | [ 54 ] |
| 2017 | Radio Disney Music Awards           | Best Crush Song                                             | «Wild» (Troye Sivan featuring Alessia Cara) | Номинация | [ 54 ] |
| 2017 | Canadian Music Awards               | Fans Choice Award                                           | Alessia Cara                                | Победа    |        |
| 2017 | Canadian Music Awards               | Best New Group or Solo Artist: Mainstream AC                | Alessia Cara                                | Победа    |        |
| 2017 | Canadian Music Awards               | Song Of The Year                                            | «Wild Things»                               | Номинация |        |
| 2017 | Billboard Music Awards              | Best New Artist                                             | Alessia Cara                                | Номинация | [ 55 ] |
| 2017 | iHeartRadio Much Music Video Awards | Most Buzzworthy Canadian                                    | Alessia Cara                                | Номинация | [ 56 ] |
| 2017 | iHeartRadio Much Music Video Awards | Canadian Single of the Year                                 | «Scars to Your Beautiful»                   | Номинация | [ 56 ] |
| 2017 | iHeartRadio Much Music Video Awards | Fan Fave Artist or Group                                    | Alessia Cara                                | Номинация | [ 56 ] |
| 2017 | Teen Choice Awards                  | Choice Female Artist                                        | Alessia Cara                                | Номинация | [ 57 ] |
| 2017 | Teen Choice Awards                  | Choice Song: Female Artist                                  | «Scars To Your Beautiful»                   | Номинация | [ 57 ] |
| 2017 | Teen Choice Awards                  | Choice Collaboration                                        | «Stay» (with Zedd)                          | Номинация | [ 57 ] |
| 2017 | MTV Video Music Awards              | Best Dance                                                  | «Stay» (with Zedd)                          | Победа    | [ 58 ] |
| 2017 | MTV Video Music Awards              | Best Fight Against The System                               | «Scars To Your Beautiful»                   | Победа    | [ 58 ] |
| 2017 | MTV Video Music Awards              | Video Of The Year                                           | «Scars To Your Beautiful»                   | Номинация | [ 58 ] |
| 2017 | MTV Video Music Awards              | Best Direction                                              | «Scars To Your Beautiful»                   | Номинация | [ 58 ] |

Special guest in Shawn Mendes The Tour in 2019.